# Annelöv norr
Annelöv norr är en bebyggelse tätort i Annelövs socken i Landskrona kommun i Skåne, belägen strax norr om Annelöv. SCB avgränsar här från 2023 en småort.